# مضادات الاكتئاب وخطر الانتحار
العلاقة بين استخدام مضادات الاكتئاب وخطر الانتحار هو موضوع بحث طبي وقد واجه مستويات مختلفة من النقاش. واُعتقدت أن هذه المشكلة خطيرة بدرجة كافية لتبرير تدخل الولايات المتحدة.  وتعطي إدارة الغذاء والدواء علامة على أن هناك احتمال خطر الانتحار بسبب استخدام مضادات الاكتئاب. أظهرت بعض الدراسات أن استخدام بعض مضادات الاكتئاب مرتبط في زيادة معدلات خطر الانتحار لدى بعض المرضى مقارنة بمضادات الاكتئاب الأخرى. ومع ذلك، واجهت هذه الاستنتاجات تمحيصًا وخلافًا كبيرًا: أشارت دراسة أوروبية متعددة الجنسيات إلى أن مضادات الاكتئاب تقلل من خطر الانتحار على مستوى السكان، وتدعي مراجعات أخرى أنه لا توجد بيانات كافية تشير إلى أن استخدام مضادات الاكتئاب تزيد من خطر الانتحار.

## الشباب
الأشخاص الذين هم أصغر من 25 عامًا ويعانون من الاكتئاب فقد تؤدي مضادات الاكتئاب إلى زيادة خطر الأفكار والسلوك الانتحاري لديهم. ففي عام 2004، اختتمت إدارة الغذاء والدواء الأمريكية إلى جانب اللجنة العصبية النفسية الصيدلانية واللجنة الاستشارية لمكافحة المخدرات، إلى وجود علاقة سببية بين أحدث مضادات الاكتئاب وانتحار الأطفال.  كشف مسؤولو الصحة الفيدراليون عن تغييرات مقترحة على ملصقات الأدوية المضادة للاكتئاب في ديسمبر 2006، لتحذير الناس من هذا الخطر.
مراجعة في عام 2016،  لمثبطات إعادة امتصاص السيروتونين الانتقائية  (SSRIs) ومثبطات إعادة امتصاص السيروتونين-النورابينفرين  (SNRIs) التي بحثت في أربع نتائج، وهي الموت والانتحار والسلوك العدواني والانفعال، وجدت أنه على الرغم من أن البيانات غير كافية لاستخلاص استنتاجات قوية، فإن البالغين الذين يستخدمون هذه الأدوية لا يبدو أنهم معرضون لخطر متزايد بالنسبة لأي من النتائج الأربعة، بل بالنسبة للأطفال، فقد تضاعفت لديهم مخاطر الانتحار والعدوان. وأعرب المؤلفون عن إحباطهم من عدم اكتمال التقارير وعدم الوصول إلى البيانات، ومن بعض جوانب تصميمات التجارب السريرية.

## التحذيرات
تطلب إدارة الغذاء والدواء (FDA) «تحذيرات الصندوق الأسود» على جميع مثبطات استرداد السيروتونين الانتقائية، التي تنص على أنها تضاعف معدلات التفكير في الانتحار (من 2 في 1000 إلى 4 في 1000) لدى الأطفال والمراهقين. ويظل من المثير للجدل ما إذا كانت زيادة خطر الانتحار ترجع إلى الدواء (وهو تأثير متناقض) أو جزء من الاكتئاب ذاته (أي أن مضادات الاكتئاب تمكن هؤلاء الذين يعانون من الاكتئاب الشديد ــ والذين قد يصابون بشلل الاكتئاب عادة ــ أن تصبح أكثر حذرًا وأن تتخذ إجراءات انتحارية قبل أن تسترد عافيتها بالكامل من حلقة الاكتئاب). زيادة خطر الانتحار والسلوك الانتحاري بين البالغين دون سن 25 التي شوهدت لدى الأطفال والمراهقين. يجب مراقبة المرضى الصغار عن كثب بحثًا عن علامات التفكير أو السلوك الانتحاري، خاصة في الأسابيع الثمانية الأولى من العلاج.
وقد وجد أن كل من سيرتالين، ووكلاء ترايكلايكيين، وفنلافاكسين، يزيدوا من خطر محاولة الانتحار لدى المراهقين المكتئبين بشدة في برنامج المساعدة الطبية.

## ازدياد خطر ترك تناول الدواء
أظهرت دراسة أُجريت في عام 2009 أن إيقاف العلاج بعد البدء فيه ومعايرة الجرعة، يزيد من خطر الانتحار. ووجدت دراسة أجريت على 159,810 مستخدمًا إما أميتريبتيلين أو فلوكستين أو باروكستين أو دوثيبين أن خطر السلوك الانتحاري يزداد في الشهر الأول بعد بدء مضادات الاكتئاب، خاصة خلال الأيام من 1 إلى 9 الأولى.

## الانتشار
في 6 سبتمبر 2007، أفادت مراكز السيطرة على الأمراض والوقاية منها أن معدل الانتحار بين المراهقين الأميركيين (وخاصة الفتيات اللاتي تتراوح أعمارهن بين 10 و24 عاماً)، ارتفع بنسبة 8% (من 2003 إلى 2004)، وهي أكبر قفزة في 15 عاماً، إلى 4,599 حالة انتحار بين الأميركيين الذين تتراوح أعمارهم بين 10 و24 عاماً في عام 2004، من 4,232 حالة في عام 2003، حيث بلغ معدل الانتحار 7. 32 بين كل مائة ألف شخص في ذلك العمر. وكان المعدل قد انخفض في السابق إلى 6,78 لكل 100,000 حالة في عام 2003 من 9,48 لكل 100,000 حالة في عام 1990. يقول جون جوريديني، أحد منتقدي هذه الدراسة، إن "أرقام الانتحار في الولايات المتحدة لعام 2004 تمت مقارنتها بشكل مبسط مع العام السابق، بدلاً من دراسة التغير في الاتجاهات على مدى عدة سنوات". ولوحظ أن المخاطر التي تحيط بهذه المحاولات الرامية إلى استنتاج اتجاه باستخدام نقطتين فقط من البيانات (سنتي 2003 و 2004) يتجلى بشكل أكبر في حقيقة أنه، وفقًا للبيانات الوبائية الجديدة، فإن معدل الانتحار في عام 2005  انخفض بين الأطفال والمراهقين بالفعل على الرغم من الانخفاض المستمر في وصفات مثبطات استرداد السيروتونين الانتقائية (SSRI). "من الخطر استخلاص استنتاجات من التحليلات البيئية المحدودة للتقلبات المنعزلة من سنة إلى أخرى في الوصفات المضادة للاكتئاب والانتحار.
ومن بين التوجهات الواعدة في مجال الأوبئة دراسة الروابط بين اتجاهات استخدام الأدوية المؤثرة على العقل والانتحار بمرور الوقت عبر عدد كبير من المناطق الجغرافية الصغيرة. وإلى أن يتم التعرف على نتائج التحليلات الأكثر تفصيلاً، فإن الحكمة تقضي بتأجيل الحكم فيما يتعلق بالآثار الصحية العامة لتحذيرات إدارة الغذاء والدواء. وقد دعمت دراسات المتابعة الفرعية الفرضية القائلة بأن الأدوية المضادة للاكتئاب تقلل من خطر الانتحار.

## خطر الانتحار
الأشخاص الذين تقل أعمارهم عن 25 عامًا تزيد مضادات الاكتئاب من خطر الأفكار والسلوكيات الانتحارية لديهم. ففي الولايات المتحدة، تحتوي هذه الأجهزة في الصندوق الأسود على تحذير بخصوص هذا القلق.
مراجعة في عام 2016، وجد أن هنالك انخفاضًا في عدد حالات الانتحار لدى كبار السن.

## قراءة موسعة
- Fergusson D، Doucette S، Cranley-Glass K (2005). "The association between suicide attempts and SSRIs: A systematic review of 677 randomised controlled trials representing 85,470 participants" [الارتباط بين محاولات الانتحار ومؤسسات الضمان الاجتماعي: مراجعة منهجية لـ 677 تجربة عشوائية محكومة تمثل 85,470 مشارك]. British Medical Journal. ج. 330 ع. 7488: 396–399. DOI:10.1136/bmj.330.7488.396. PMC:549110. PMID:15718539.
- Healy D, Herxheimer A, Menkes D (2006). Antidepressants and violence: Problems at the interface of medicine and law. PLoS Medicine 3, September
- Healy D, Harris M, Tranter R, Gutting P, Austin R, Jones-Edwards G, Roberts AP (2006). Lifetime suicide rates in treated schizophrenia: 1875–1924 and 1994–1998 cohorts compared. British Journal of Psychiatry 188, 223–228. With Commentary by T Turner, 229–230.
- Reseland S، Le Noury J، Aldred G (2008). "National suicide rates 1961–2003: further analysis of Nordic data for suicide, autopsies and ill-defined death rates" [معدلات الانتحار الوطنية 1961-2003: تحليل إضافي لبيانات بلدان الشمال الأوروبي عن الانتحار، والتشريح، ومعدلات الوفاة غير المحددة بشكل دقيق]. Psychotherapy and Psychosomatics. ج. 77 ع. 2: 78–82. DOI:10.1159/000112884. PMID:18230940.
- Healy D، Brent D (2009). "Are Selective Serotonin Reuptake Inhibitors a risk factor for adolescent suicides?" [هل تعتبر مثبطات استرجاع السيروتونين الانتقائية عاملاً محورياً لانتحار المراهقين؟]. Canadian Journal of Psychiatry. ج. 54 ع. 2: 69–71. DOI:10.1177/070674370905400201. PMID:19254434.
- Healy D (2011). "Science, rhetoric and the causality of adverse events". International Journal of Risk & Safety in Medicine. ج. 23 ع. 3: 149–162. DOI:10.3233/JRS-2011-0534. PMID:22020395. S2CID:41674770.

## روابط خارجية
•           رسالة عن مضادات الاكتئاب والانتحار عند الشباب من المعاهد الوطنية للصحة.